# Релігійна філософія
Релігійна філософія — філософія, основоположні ідеї якої визначені релігійним світорозумінням.

## Основні напрямки
Це, зокрема, ідея Бога як надприродної особи, яка створила світ та людину і володарює над ними, хоча не кожна релігія є теїстичною.

## Філософські вчення певних релігій
Свої розвинуті філософські вчення має кожна окрема значна релігійна система, як наприклад: християнська філософія, філософія юдаїзму, ісламська філософія, філософія буддизму тощо. Складовою релігійної філософії є богослів'я.

## Філософія юдаїзму
Філософія юдаїзму є філософією юдейської релігії, вона намагається уточнити й прояснити єврейську традицію. 
Єврейські мислителі велику увагу приділяють філософським дослідженням основ юдаїзму та єврейської традиції. Ці дослідження об'єднуються під загальною назвою "філософія юдаїзму". Межі філософії юдаїзму є досі ще недостатньо визначеними, вони охоплюють як сферу того, що в західній традиції прийнято визначати як теологію, так і сферу суто філософії.